# Abdullah da Arábia Saudita
Abdullah bin Abdul Aziz Al-Saud (em árabe: خادم الحرمين الشريفين الملك عبد الله بن عبد العزيز آل سعود, trans.: Abdullāh ibnu ʻAbdilʻAzīz Āl Saʿūd; Riad, 1 de agosto de 1924 – Riad, 23 de janeiro de 2015) foi o soberano reinante da Arábia Saudita de 2005 a 2015, quando sucedeu ao seu meio-irmão, Fahd da Arábia Saudita. Foi o príncipe herdeiro desde 1982 e durante a recuperação de seu irmão, desde 1996, foi o príncipe regente do país até a sua entronização. Durante o governo de Fahd assumiu o posto de vice-presidente do governo, com orientações distintas de Fahd.
Abdullah foi muito crítico com Israel e opositor da presença síria no Líbano. Em assuntos religiosos mostrou-se mais devoto que seu antecessor, sendo convertido ao sunismo. Seus críticos o consideravam um terrível ditador teocrático que persegue impiedosamente seus desafetos políticos e religiosos e até mesmo seus próprios súditos através dos Mutaween, a polícia política e religiosa saudita, notória por sua crueldade e suas constantes violações dos direitos humanos. Outros o viam como um progressista e um reformista, que aprovou leis que modernizaram o Estado saudita.

## Vida e política
O maleque (rei) Abdullah Bin-Abd-al-Aziz Al Saud nasceu em Riade em 1 de agosto de 1924, filho de Ibn Saud com sua oitava esposa. Em 1962, com 38 anos de idade assumiu o posto de Comandante da Guarda Nacional da Arábia Saudita e em 1975 se tornou o vice-Primeiro-Ministro. Abadallah teve várias consortes ao longo de sua vida, dentre elas a princesa Tadi Mashan Bint Al-Jarba, Hessa Al Shaalan, Haifa Al Mohana, Aida Fostok, Anud, Malka Al Jarba, e al-Jauhara com quem teve 22 filhos.

### Religião
Abdullah era considerado pelos estudiosos mais religioso que seu meio-irmão, Fahd. O maleque fazia parte do sunismo, corrente majoritária do Islã, a religião predominante no país.
Abdullah foi um admirável defensor do diálogo inter-religioso e em 2008 fez um pedido internacional para a paz entre as nações.
Abdullah realizou uma conferência em Meca, capital religiosa do país, em Junho de 2008, na qual instruiu os líderes muçulmanos a iniciarem um diálogo de paz com os judeus e cristãos de todo o mundo. A proposta foi bem aceita pela população e teve destaque na mídia oriental. Ainda no ano de 2008, a Arábia iniciou seu primeiro diálogo inter-religioso com a Espanha, que resultou na conferência de Madrid onde vários líderes religiosos mundiais se reuniram para discutir a paz entre as crenças. A Espanha mantém relações religiosas e diplomáticas com a Arábia até hoje. A conferência de Meca introduziu uma relação pacifista com os líderes de religiões monoteístas do sudeste asiático.

## Política externa

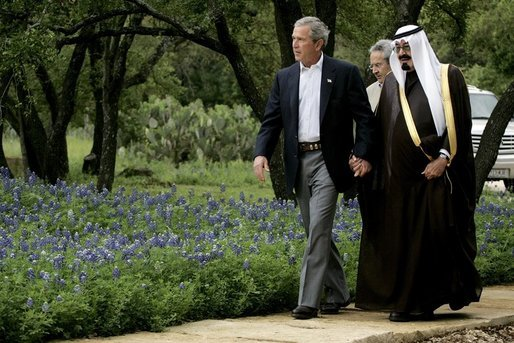
Abdullah em visita ao ex-presidente George W. Bush.

O rei Abdullah foi responsável pela "Cultura da Paz", que teve lugar em Novembro de 2008 na Assembleia Geral das Nações Unidas. Ele conseguiu reunir nações ocidentais e muçulmanas na mesma conferência para discutir o preconceito contra o Islamismo e o Terrorismo frequentemente associado aos países árabes. O evento foi presidido por Abdallah juntamente com Tony Blair, Shimon Peres, George W. Bush e o rei Abdullah II da Jordânia.

### Combate ao Terrorismo

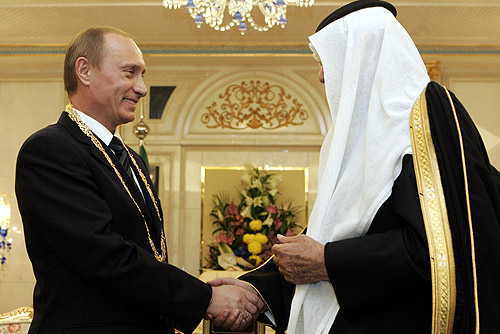
O maleque cumprimenta o então presidente russo Vladimir Putin em 2007.

Desde 2003, a Arábia Saudita tem enfrentado vários graves atentados terroristas que visam a influência política internacional e as forças de segurança do país. Os principais atentados incluem carros e homens-bomba. Alguns grupos internacionais, como a temida Al-Qaeda são acusadas pelo rei de serem as responsáveis pelo ataque em resposta ao incentivo de Abdullah às relações com os Estados Unidos.
Para tentar amenizar o problema, o maleque mostrou-se muito radical autorizando algumas medidas agressivas, como o enforcamento e a tortura em locais públicos.

### Relações com os Estados Unidos
Em outubro de 1976, Abdullah viajou aos Estados Unidos para uma reunião privada com o presidente Gerald Ford. Em Outubro de 1987, viajou novamente para os Estados Unidos, desta vez como Príncipe herdeiro, para uma reunião com o então presidente Bill Clinton. Em 2000, o maleque celebrou a virada do Milênio nas Nações Unidas. Em Junho de 2009, o maleque recebeu Barack Obama na Arábia Saudita.

## Vida pessoal

### Filantropia
Abdullah em 2005, fez questão de investir na cirurgia de dois gêmeos siameses da Polônia, em reconhecimento recebeu um prêmio de Janikowo, cidade natal das crianças. Abdullah estabeleceu duas grandes bibliotecas na África-Ásia, uma em Riade e em Casablanca.
Abdullah doou 50 milhões de dólares em dinheiro e 10 milhões em materiais para auxiliar na reconstrução dos lugarejos afetados pelo Terremoto de Sichuan de 2008. Abdallah doou 10 bilhões de dólares para o fundo patrimonial da King Abdullah University of Science and Technology em Maio de 2008.

### Família
Abdullah tinha 4 esposas, máximo permitido pelo Islão: porém, o maleque já foi casado várias vezes com outras mulheres, dentre elas: Tadi Mashan Bint Al-Jarba, Hessa Al Shaalan, Haifa Al Mohana, Aida Fostok, Anud, Malka Al Jarba e a Princesa al-Jauhara. O resultado destes casamentos foi nada menos do que 7 filhos e 15 filhas.

## Morte
O rei Abdullah faleceu na madrugada do dia 23 de Janeiro de 2015, aos 90 anos.